# Karatavuk, Akçakoca
Karatavuk là một xã thuộc huyện Akçakoca, tỉnh Düzce, Thổ Nhĩ Kỳ. Dân số thời điểm năm 2010 là 257 người.